# Nicodim Rotov
Nicodim (în rusă Никодим), pe numele de mirean Boris Gheorghievici Rotov (în rusă Борис Георгиевич Ротов; n. 15 octombrie 1929, Frolovo⁠(d), RSFS Rusă, URSS – d. 5 septembrie 1978, Vatican) a fost un cleric ortodox rus.

## Biografia
Inițiator al dialogului interreligios, mitropolitul Nicodim a fost printre personajele cele mai ilustre ale ortodoxiei și istoriei ruse ale ecumenismului. În 1971 a devenit succesorul la tron al lui Serghei Izvekov, care fusese ales de către sfântul Sinod de la Moscova, devenind astfel Pimen I, patriarhul Moscovei. Figură marcantă, mitropolitul Nicodim apare într-un episod tragic ce urmă să își pună amprenta, asupra istoriei Bisericii universale.În 1978 pleacă în vizită pastorală în Italia, la Milano, acolo unde ucenicul Evloghios Hessler era exarh al patriarhiei Moscovei pe toată Italia. După săvârșirea sfintei liturghii și a ridicării în rangul de egumen a neobositului tanăr, mitropolitul Nicodim Rotov, impreună cu tanărul reprezentant al Moscovei, pleacă la Roma, acolo unde fusese invitat într-o audientă privată de către noul papă. După discuții interminabile și evocări, suveranul pontif îl invită pe Nicodim Rotov la o cafea, urmând că după terminarea cafelei tanărul Evloghios Hessler, să-l ducă înapoi pe mitropolit, la sediul exarhatului rusesc de la Milano. Acest lucru, din păcate nu am mai putut fi posibil, deoarece după termină cafelei, mitropolitul Nicodim, președintele Departamentului de relații Externe al Patriarhiei Moscovei, cade secerat, murind în brațele papei Ioan Paul I, la numai 49 de ani, chiar sub ochii ucenicului său arhimandritul Evloghios Hessler. Sfârșitul prematur al marelui ierarh, a dat naștere la o serie de suspiciuni: în special că era un spion KGB, care dorea distrugerea bisericii catolice. O altă controversă, ar fi fost aceea că mitropolitul, a mers la Vatican pentru a-l prezenta pe tanărul preot, că pe un viitor ierarh al rușilor, în Italia, ceea ce nu era pe placul bisericii catolice, deoarece tanărul Evloghios Hessler, provenea din sanurile bisericii catolice, că student erudit, iar mai apoi că și profesor renumit, în învățământul Vaticanului, dar care a abandonat catolicismul, îmbrățișînd ortodoxia. Ultima variantă și cea mai plauzibilă, este că în semn de prețuire, Papa Luciani, i-a oferit lui Nicodim cafeaua acestuia, care fusese otrăvită, dar destinată Papei. Cert este că o săptămana mai târziu, papa Ioan Paul I, moare în condiții similare. 